# Bonaparte visita gli appestati di Giaffa
Bonaparte visita gli appestati di Giaffa o Jaffa (Bonaparte visitant les pestiférés de Jaffa) è un dipinto di Antoine-Jean Gros datato al 1804, commissionato da Napoleone Bonaparte per rappresentare un episodio della campagna d'Egitto. La realtà storica della scena raffigurata nel dipinto, ed in particolare il gesto del Bonaparte, sono oggetto di contesa.

## Contesto della creazione dell'opera
Il dipinto venne realizzato nel 1804, ed esposto per la prima volta al pubblico il 18 settembre al Salone di Parigi. Fu Dominique Vivant Denon, che prese parte alla spedizione del Bonaparte in Egitto, divenuto direttore del museo del Louvre, a guidare il lavoro di Gros. Il dipinto rappresenta Napoleone in una scena ambientata a Giaffa, nel 1799, mentre si avvicina ad un appestato che aveva servito nel suo esercito.
Uno schizzo del dipinto venne realizzato già nel 1802, dal titolo Bonaparte, generale in capo all'Armata d'Oriente, tocca un tumore pestilenziale mentre è in visita agli appestati dell'ospedale di Giaffa, conservato al museo Condé di Chantilly.
La commissione di questo dipinto mira a restaurare l'immagine di Bonaparte mentre la stampa inglese riporta la volontà di eutanasia dei malati di peste del suo esercito, nonché a far dimenticare che il giorno prima di questa visita agli appestati, dopo l'assedio di Giaffa, Bonaparte aveva massacrato 3000 prigionieri che riteneva di non poter mantenere e nutrire.

### Realtà storica dell'avvenimento
I generali di Bonaparte che presero parte alla campagna d'Egitto non fecero mai menzione dell'avvenimento né della visita del Bonaparte al lazzaretto. Il medico Desgenettes indica invece il fatto che il Bonaparte aiutò direttamente nel trasporto dei malati.

## Composizione del dipinto
Questo dipinto riprende lo schema descrittivo de Il giuramento degli Orazi di Jacques Louis David del 1784, conservato al Louvre.
La scena si ambienta in una moschea, di cui si vede il cortile ed il minareto. In secondo piano, si vedono le mura della città tra le quali si trova una breccia sulla quale si trova una bandiera francese e una colonna di fumo di un incendio, simboli della recente conquista della città da parte dei francesi.
La parte sinistra, dominata da un arco a ferro di cavallo tipico dell'architettura araba, un uomo vestito all'orientale distribuisce del pane, aiutato da un servitore che porta un paniere. In secondo piano due persone di colore col fez trasportano una barella con un morto. Davanti, si trova la figura di un uomo seduto, pensieroso, ripreso chiaramente dal Giudizio universale di Michelangelo.
A destra, sotto due arcate a sesto acuto, Napoleone tocca il bubbone di un malato sotto la sua ascella. In primo piano, un medico arabo cerca di guarire un altro malato. La parte bassa del dipinto è occupata da due uomini sdraiati. La luce del dipinto ed i colori sono pensati per mettere al centro della composizione Napoleone ed il suo gesto.
La struttura della composizione è ripartita su due gruppi con l'uso della luce e dell'ombra. Bonaparte si trova al centro della composizione, all'intersezione delle linee dominanti. È accompagnato da un generale e dal medico al seguito dell'armata francese, Desgenettes. Per quanto riguarda il gruppo, possiamo dire che gli appestati presentano dei corpi tipici del nudo accademico, mischiato alla bellezza idealizzata dei muscoli, tipica delle sculture antiche.
Nel secondo gruppo domina l'oscurità. Le figure presenti sono tristi e abbattute: è visibile un gruppo di arabi e di soldati a sinistra, appena dietro il generale. Tra i morenti vi sono diversi stadi della peste, dagli ammalati ai cadaveri. Gros ci presenta anche l'immagine di un medico turco che preleva del liquido derivato da un bubbone. Questa rappresentazione è realistica, dal momento che all'epoca il solo modo per contrastare la peste era il vaccino che consisteva nel prelevare il pus di un malato ed introdurvi del sangue di una persona non malata. La questione del vaccino è dibattuta in quanto una persona su trecento poteva anche morire per la somministrazione di questo vaccino.
Il luogo dove si trovano tutte le figure è una moschea trasformata in lazzaretto. Vi si possono notare dei motivi decorativi orientaleggianti. Sul fondo si trova la cittadella, con la bandiera francese in cima, ed un porto.

## Analisi della scena
La presa di Giaffa, il 7 marzo 1799, ed il suo violento saccheggio da parte dell'armata francese, venne ad aggravarsi rapidamente a causa dello scoppio di un'epidemia di peste bubbonica che andò a decimare l'armata comandata da Napoleone Bonaparte. L'11 marzo, Bonaparte fece una visita ai malati, toccando le loro ferite come nello stile dei re taumaturgi, fatto considerato al limite del miracoloso che contribuì ad alimentare la leggenda napoleonica.
Il malato con gli occhi bendati che si trova a destra soffre di oftalmia oltre alla peste. Dopo il loro arrivo in Egitto nel luglio del 1798, i francesi vennero colpiti da diverse pestilenze e malattie, e persino dall'intolleranza alla luce del sole.
Nel 1804, quando la scena viene rappresentata, era impensabile che un soldato potesse impedire a Bonaparte di fare un'azione che stava compiendo, ma nella scena si vede un soldato che cerca di fermare la mano del generale che tocca il bubbone del malato. I meccanismi di contagio della peste bubbonica erano ancora sconosciuti all'inizio del XIX secolo e si ignorava completamente il ruolo delle pulci nella trasmissione del morbo sino agli studi di Paul-Louis Simond nel 1898. In realtà quindi toccare con mano il bubbone di un malato non era un fatto particolarmente rischioso in quanto quello non era veicolo principale del contagio. L'ufficiale poi che si protegge la bocca con un fazzoletto risponde ad un'attitudine completamente infondata: secondo alcune tradizioni popolari, infatti, la peste bubbonica poteva evolversi in peste polmonare, con un rischio notevole per a causa della tosse dei malati.
Il gesto del medico sulla destra della tela è immutato dal medioevo: l'incisione dei bubboni per farne fuoriuscire il pus per quanto diffuso era un metodo sostanzialmente inefficace che non faceva altro che indebolire l'ammalato. L'aiutante del medico cerca di sostenere e bloccare nel contempo il malato durante l'operazione.
Quando Napoleone venne proclamato imperatore, questo episodio serviva però ormai da rimando alle guarigioni taumaturgiche dei re di Francia, i quali toccavano gli scrofolosi guarendoli. In realtà dopo la prima visita, il Bonaparte suggerì al medico della spedizione, Desgenettes, di somministrare ai malati dell'oppio per alleviarne i dolori. Desgenettes si rifiutò. Il 27 maggio del medesimo anno, Bonaparte fece una seconda visita agli appestati di Giaffa.
La peste del 1799 colpì più di 1500 soldati sui 13.000 impegnati con l'armata bonapartista. Prima di partire da Giaffa, Bonaparte chiese ai medici che li curavano di somministrare del veleno a quei malati che sapevano che non sarebbero sopravvissuti a lungo. Quando gli inglesi, che erano in guerra con la Francia, giunsero sul posto dopo la partenza dei francesi, sfruttarono questo eccidio di massa per una propaganda anti-napoleonica il cui eco giunse sino in Francia (caricatura di James Gillray Le jour du règlement de comptes du boucher corse (1803). Ne emerse uno scandalo che minacciò di danneggiare l'immagine di Napoleone e le sue ambizioni.
Ecco quindi a distanza di qualche anno la necessità di Gros di rappresentare un Bonaparte circondato da un'aura di salvatore. La posizione centrale, la convergenza delle linee dominanti su Napoleone, la luce ed i colori, tutto nel dipinto è proteso ad esaltare il valore del generale. Il contrasto tra gli appestati e le decorazioni orientali e l'uniforme francese del generale sono un altro modo per porre in luce particolare il generale. Gros rappresentò qui ed in altri punti il Bonaparte come un Cristo guaritore o un re taumaturgo (al momento dell'incoronazione, il re di Francia toccava i malati per esercitare il suo potere taumaturgico). La postura del generale è ravvicinabile inoltre a quella dell'Apollo del Belvedere. È interessante notare come Apollo sia la divinità che dona la legge agli uomini ma nel contempo era il dio che anticamente veniva invocato per far cessare la peste dai greci.
La rappresentazione inoltre di Napoleone tra i suoi uomini da parte di Gros era un modo per far vedere come il generale non abbandonasse mai il suo esercito, nemmeno in terra straniera. Inoltre, il coraggio e la calma del Bonaparte in rapporto agli altri soldati (uno si tappa la bocca con un fazzoletto, un altro fugge dalla scena, Desgenettes ed un altro soldato cercano di impedire al generale di toccare il bubbone pestifero) lo presentano come un capo attento ai suoi soldati, pronto a riconfortare i suoi uomini sui pericoli che trovano per la strada.